# Alberto Terry
Alberto Terry Arias-Schreiber (Lima, 16 de mayo de 1929-Lima, 7 de febrero de 2006) fue un futbolista peruano, histórico volante ofensivo del Club Universitario de Deportes y de la selección peruana, es considerado uno de los grandes jugadores del fútbol peruano.
Fue uno de los mejores mediapuntas sudamericanos de los años 50, poseedor de una extraordinaria habilidad técnica y una gran destreza para efectuar imprevisibles regates, jugó la mayor parte de su carrera por Universitario, en el que se transformó en un ícono al suceder al mayor ídolo del club, el delantero Teodoro Fernández, y con el que anotó 115 goles en 210 partidos.  

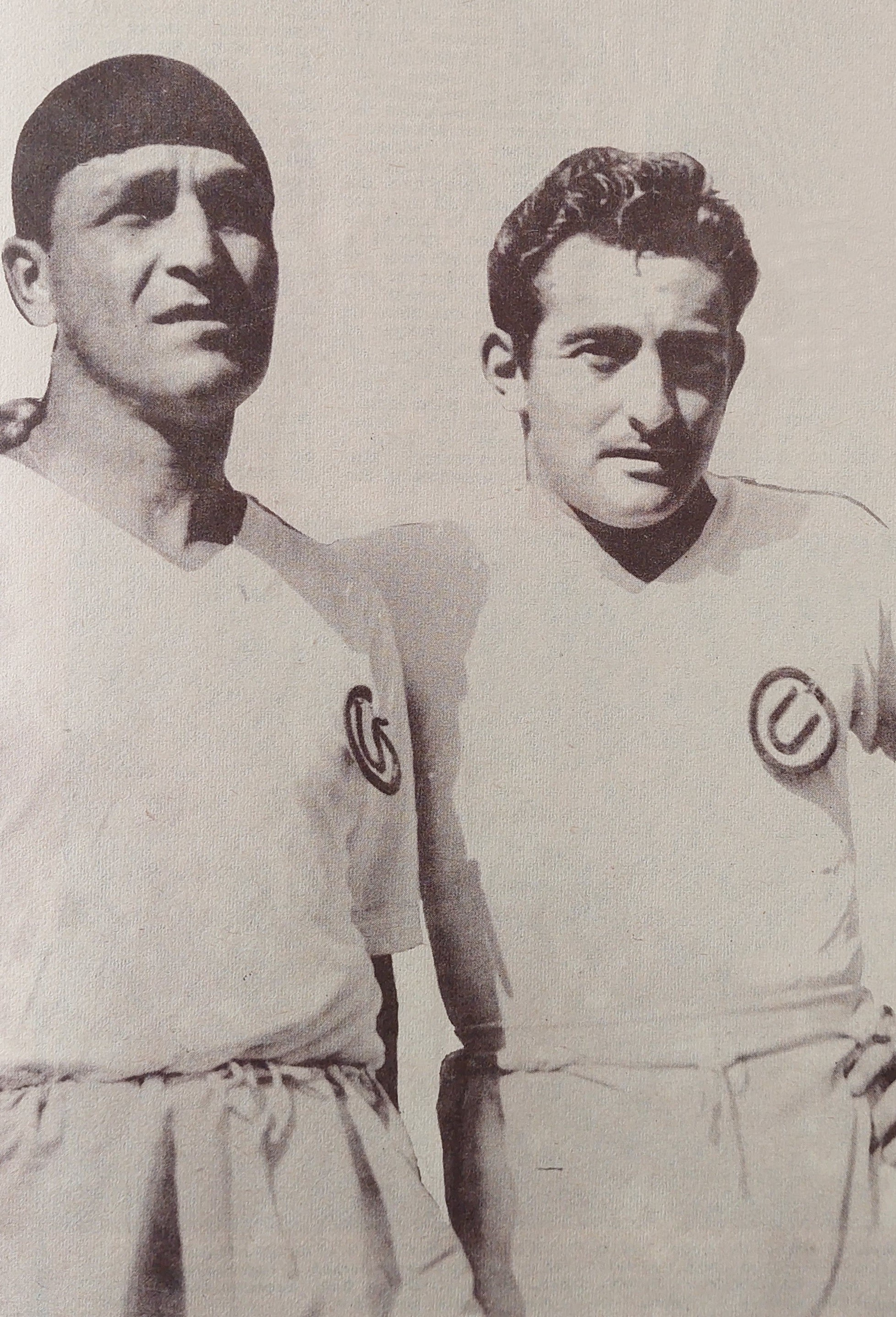
Lolo Fernández y Alberto Terry

Con la selección peruana de fútbol anotó 13 goles, fue elegido el mejor jugador de su puesto en la Copa América de 1957. Conformó una impresionante línea de ataque en la Copa América de 1959 junto a Óscar Gómez Sánchez, Miguel Loayza, Juan Joya y Juan Seminario.

## Biografía
Alberto "Toto" Terry nació en Lima el 16 de mayo de 1929. Sus padres fueron José Alejandro Terry Schreiber y Julia Arias-Schreiber Pezet.  Nieto de Alois Schreiber, cónsul de Austria asentado en Huaraz. Fue pariente de Fernando Belaúnde Terry por el lado paterno.
Tras su retiro profesional, fue reconocido como uno de los mejores futbolistas peruanos de la historia junto con Teodoro "Lolo" Fernández, Valeriano López y posteriormente con Teófilo Cubillas, Héctor Chumpitaz, y Hugo Sotil. Fue comentarista de radio y de la prensa escrita en Perú. Falleció a los 76 años en Lima el 7 de febrero de 2006. Sus restos mortales descansan en el Cementerio Parque del Recuerdo en el distrito de Lurín.

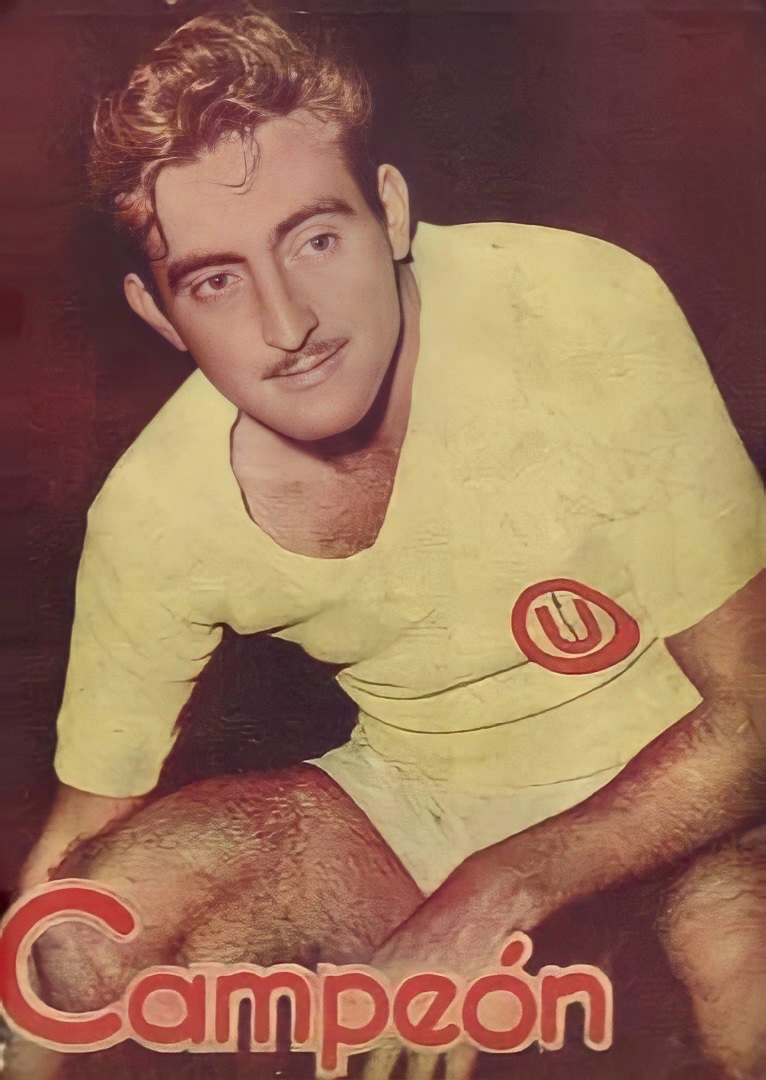
Alberto Terry 1950

## Trayectoria
Debutó a los 18 años en Universitario de Deportes en 1947 y se convirtió rápidamente en uno de los símbolos de la historia de ese club. En 1949 se proclamó Campeón de la Primera División del Perú con Universitario. Jugó 42 clásicos y anotó 17 goles por lo que es el tercer máximo goleador crema en lo que a este particular se refiere. Se le recuerda por los duelos que sostenía en los clásicos con Guillermo Delgado, capitán de Alianza Lima. Jugó 13 temporadas para la "U", 6 de las cuales lo hizo al lado de Lolo Fernández. 

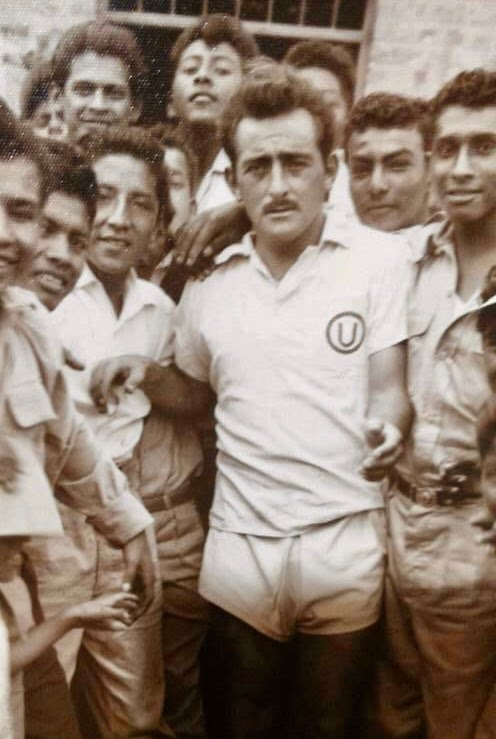
Alberto Terry - 1957

Fue refuerzo obligado en todos los equipos locales frente a los más notables elencos brasileños, argentinos o uruguayos que llegaban a Lima. Le llegaron ofertas, del Boca Juniors y Fluminense. La respuesta del "Gringo" fue siempre: " A mí de Lima nadie me mueve.... si Lima es más bella que París". De sonados equipos europeos de ese entonces, pero ni siquiera una oferta del SS Lazio de Italia lo pudo convencer. Nadie podía imaginarse que "Toto" podría dejar algún día la camiseta crema.

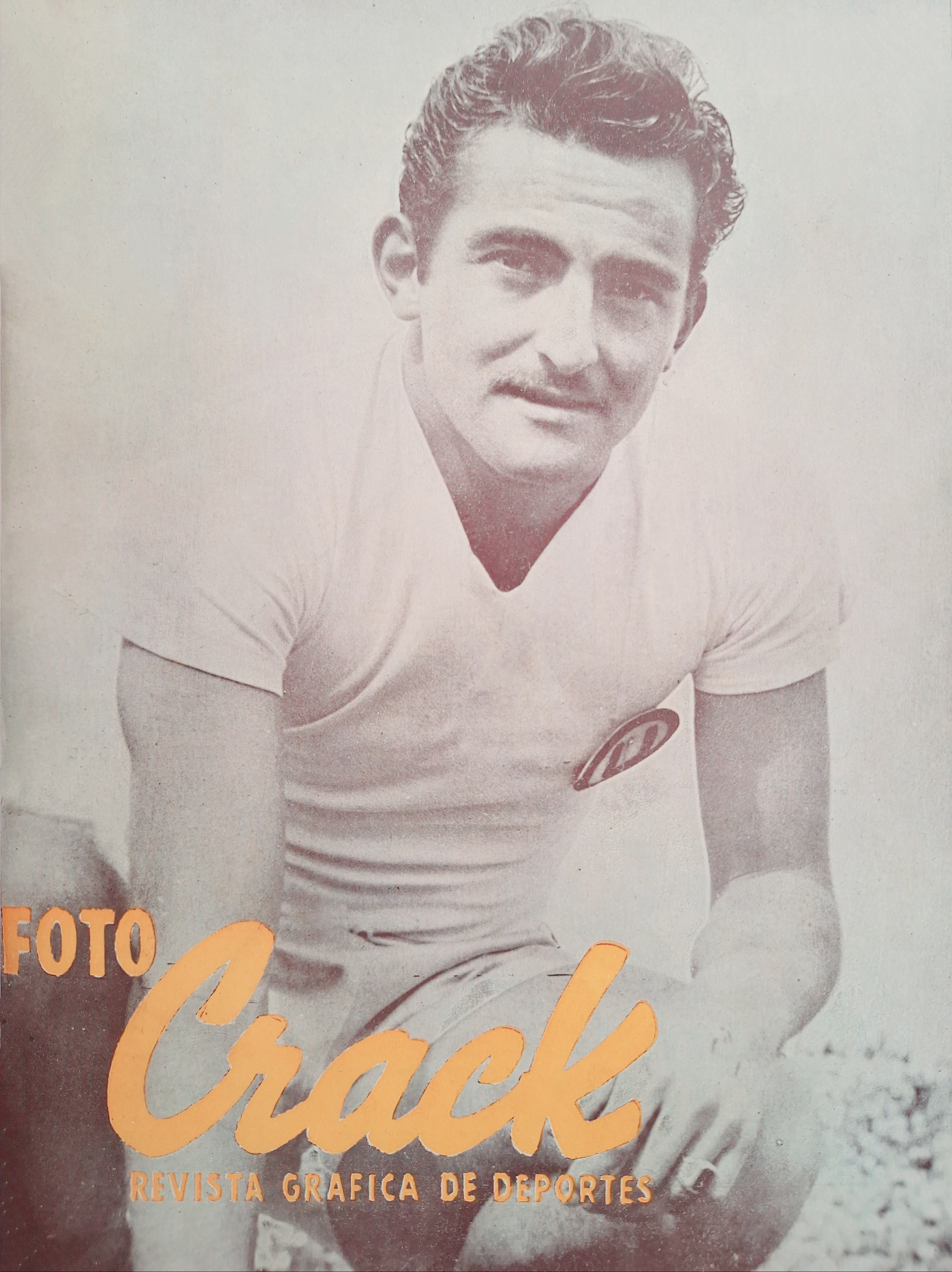
Alberto Terry - 1952

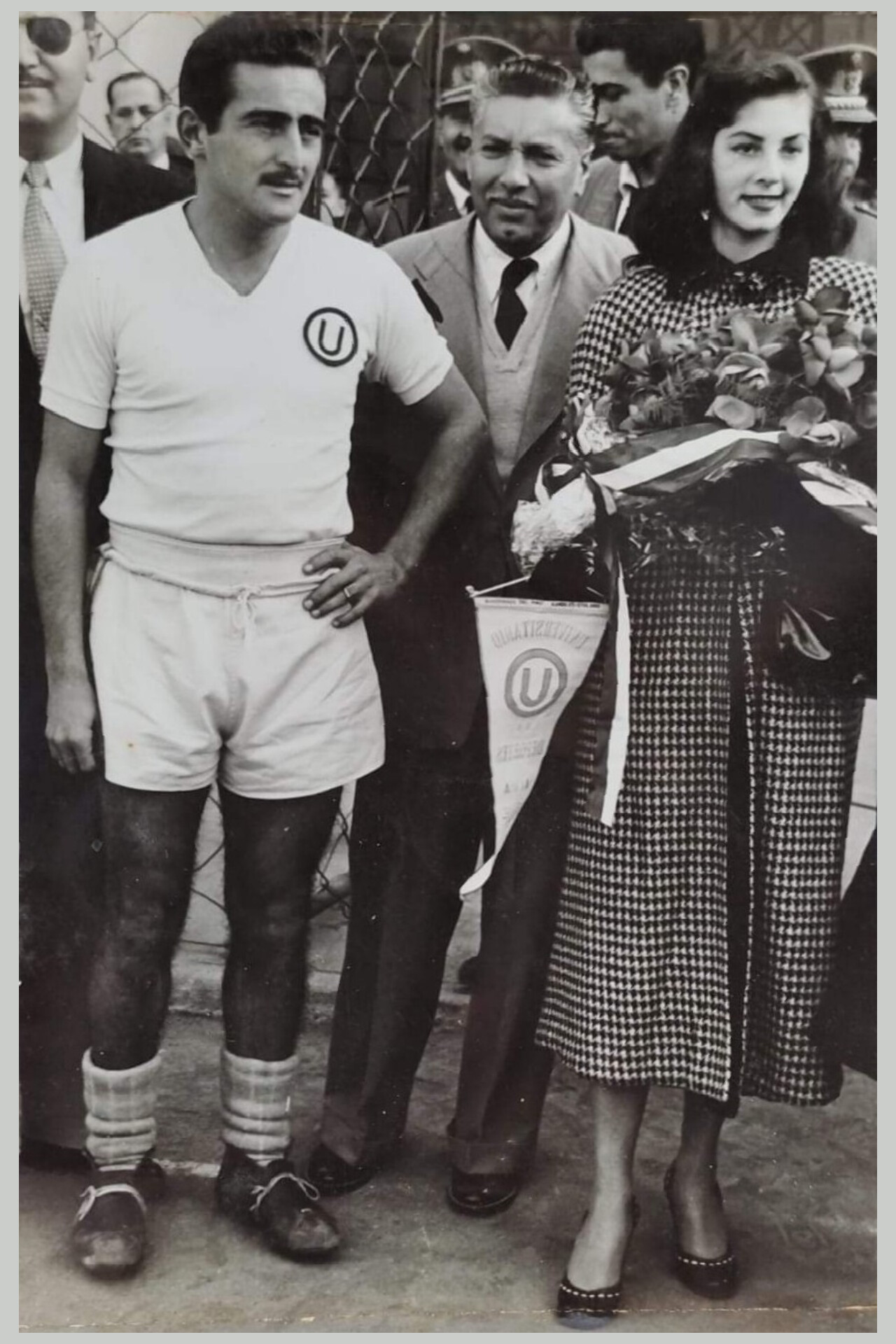
Alberto Terry y la "Miss Perú 1954" Isabel León Velarde

En 1959 pasó a Sporting Cristal tras una negociación (200 mil soles de la época) que fue la primera gran transferencia del fútbol peruano. Terry se retiró en 1960.  

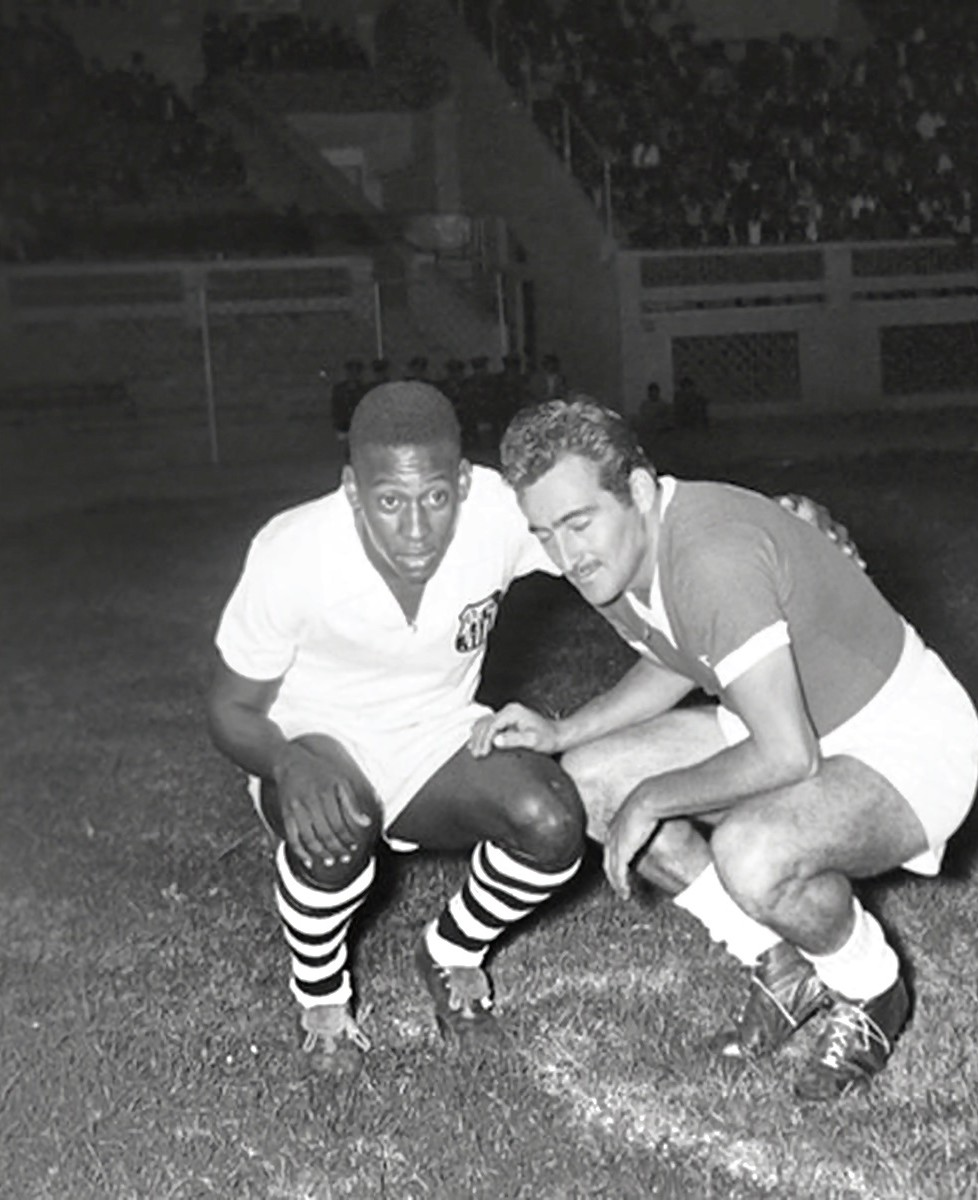
Pelé y Alberto "Toto" Terry - 1959

Como futbolista profesional, "Toto" Terry anotó 111 goles en 210 partidos oficiales en Primera División, un importante promedio si tenemos en cuenta que en su época los torneos oficiales eran cortos (18 fechas). Incluyendo los partidos internacionales, amistosos y de Selección Nacional, se estima que Terry superó largamente los 200 goles.

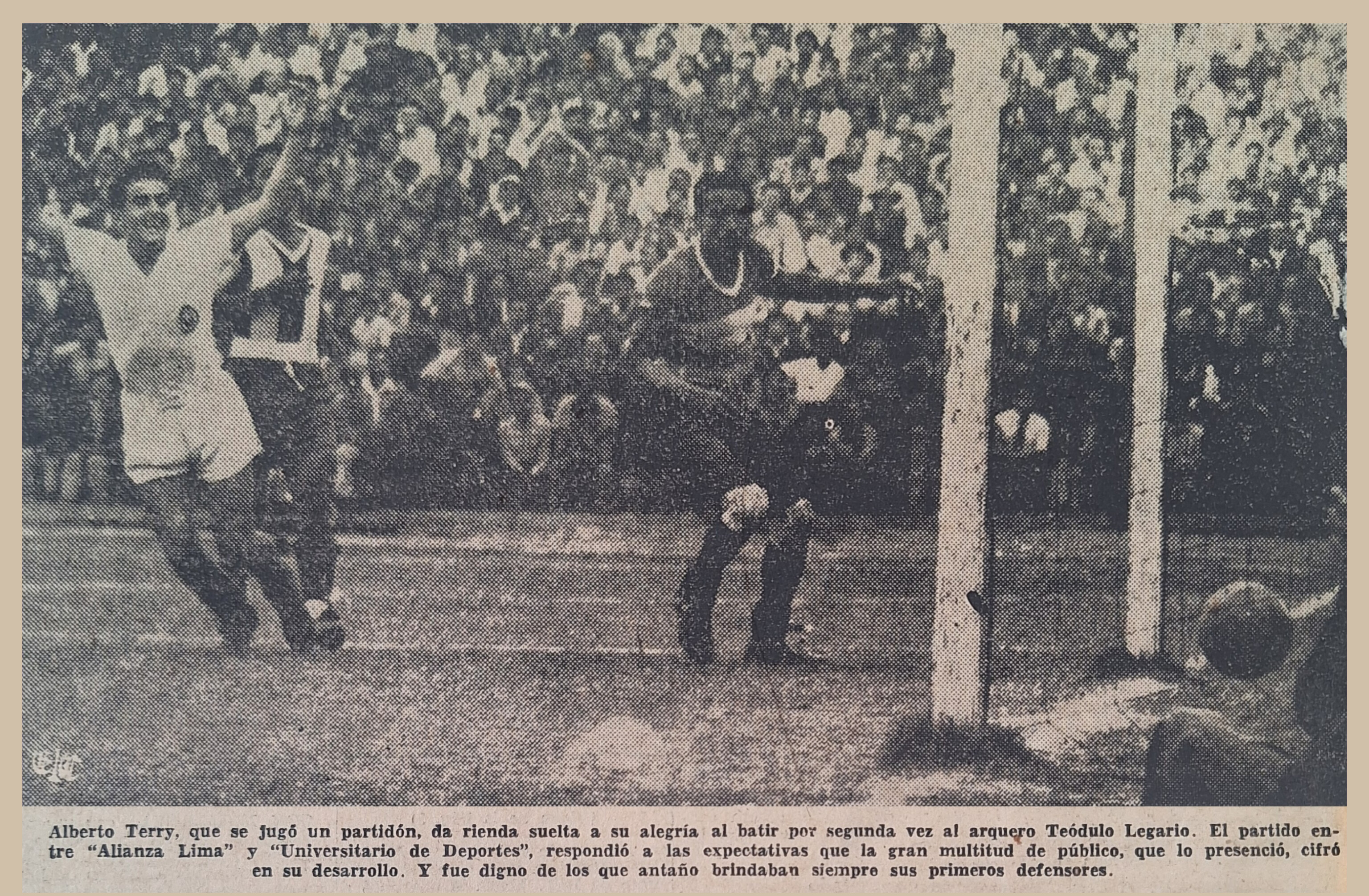
Terry la gran figura del clásico peruano celebra su segundo gol.

## Selección nacional
Fue internacional con la Selección de fútbol del Perú en 25 ocasiones y marcó 13 goles, Terry siempre ha sido recordado por los hinchas peruanos por sus actuaciones con la Selección Nacional. Debutó en la Copa América 1953, donde el equipo peruano empezó mal el torneo (perdiendo con Bolivia, luego fue mejorando hasta terminar venciendo a Brasil por 1 a 0.
Fue el artífice de la goleada de 5 a 0 a Chile, en la disputa de la Copa del Pacífico 1953, anotándole 2 goles de magnífica factura al portero chileno Sergio Livingstone. Un año después volvió a ganar la Copa del Pacífico, derrotando nuevamente a Chile, esta vez por 4 a 2, con dos goles de Terry en la Ciudad de Santiago.

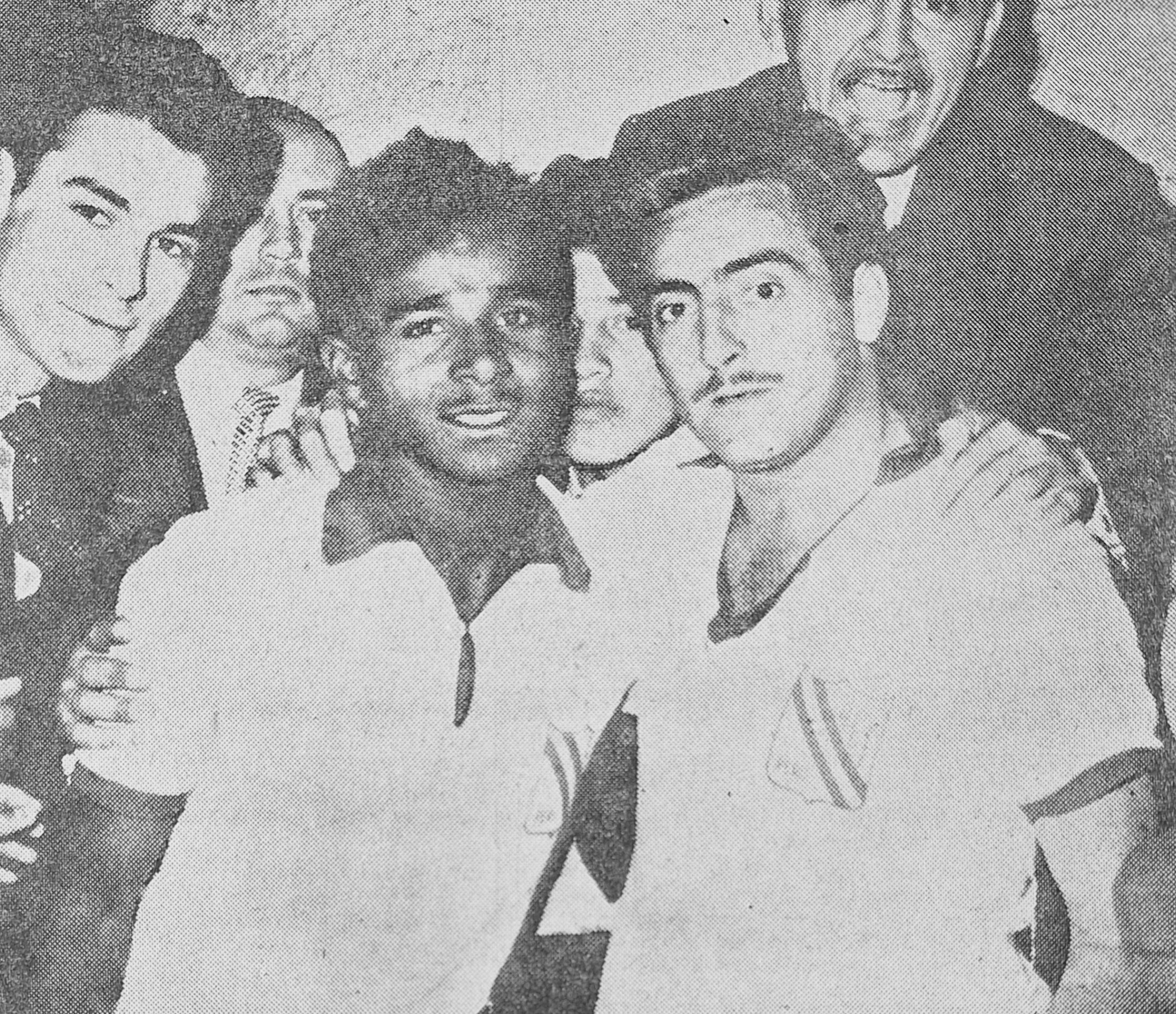
Huaqui Gómez y Alberto Terry - 1954

Integró la Selección Peruana que obtuvo el tercer lugar en la Copa América 1955, jugado en Chile, empatando 2 a 2 con Argentina, venciendo 2 a 1 a Uruguay,  perdiendo en un disputado y emotivo partido con su clásico rival, Chile, por 4 a 5.
En la Copa América 1957, anotó 5 goles convirtiéndose en uno de los goleadores del torneo y ocupando el 3.er lugar con la Selección Peruana. Terry se mostró en toda su dimensión, jugando un gran partido en la victoria por 2 a 1 de Perú sobre el poderoso equipo Argentino de Maschio, Angelillo y Sivori, que a la postre sería el campeón. Pese a que Sivori adelantó para los argentinos, Máximo Mosquera anotó el empate y Terry el del triunfo. En este torneo Terry fue escogido como el mejor jugador de su puesto sobre el brasileño Didí y el argentino Mashio.

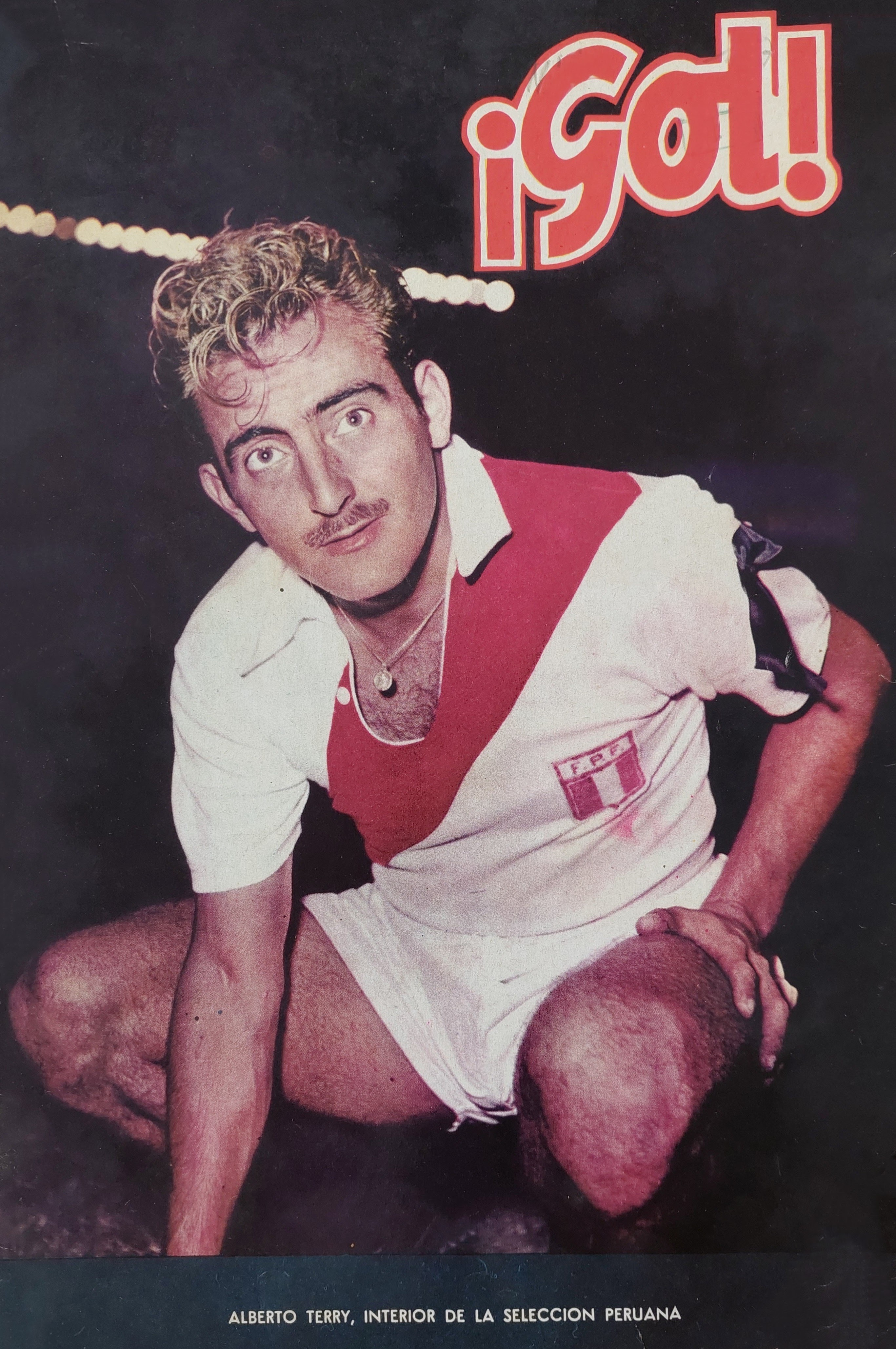
Alberto Terry 1957

Participó en las eliminatorias a la Copa Mundial de fútbol de 1958, enfrentando al poderoso Brasil, que sería un año después el campeón del Mundo. En el primer partido empataron en Lima 1 a 1, Terry anotó un gol de gran factura, se llevó por la banda izquierda a Roberto y Bellini quedando cara a cara con el portero brasileño, definió poniendo el balón entre el palo y la pierna de Gilmar. En la revancha Brasil se impuso por 1 a 0, con gol de "hoja seca" de Didí.
En 1959, en el Sudamericano de Buenos Aires, conformó la famosa delantera peruana con: Gómez Sánchez, Loayza, Joya y Seminario, que mostró un gran nivel, empató 2 a 2 con Brasil, de Pelé, Didí y Garrincha jugándole de igual a igual y goleó a Uruguay  5 a 3, en ese torneo ocupó el tercer lugar con la Selección Peruana.

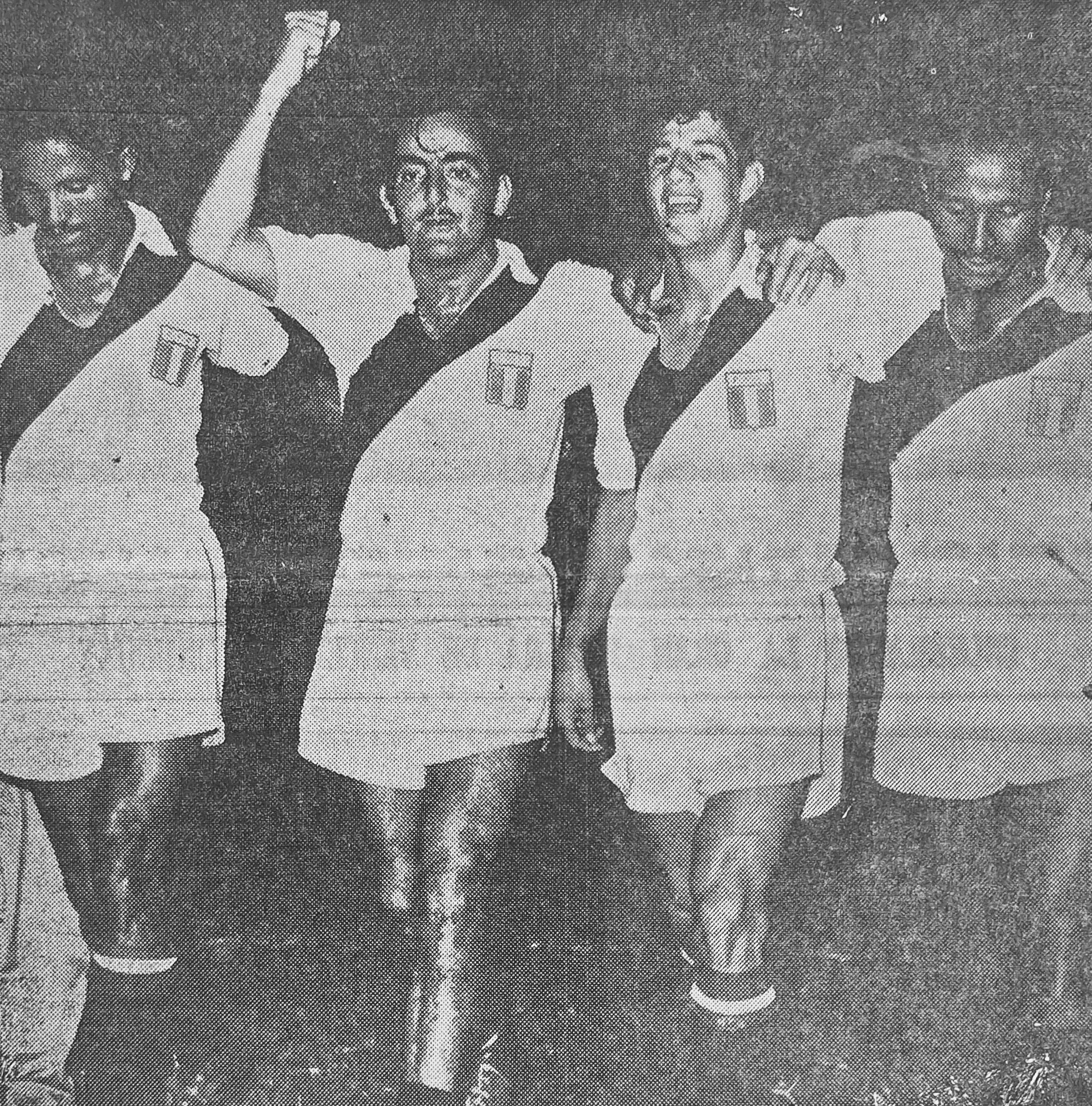
Joya, Terry, Loayza y Huaqui - 1959

### Participación en torneos internacionales
| Torneo                           | Sede                             | Resultado                        | Partidos | Goles | Media goleadora |
| -------------------------------- | -------------------------------- | -------------------------------- | -------- | ----- | --------------- |
| Campeonato Sudamericano 1953     | Perú                             | Quinto Lugar                     | 3        | 1     | 0.33            |
| Copa del Pacífico 1953           | Perú                             | Campeón                          | 2        | 2     | 1.00            |
| Copa del Pacífico 1954           | Chile                            | Campeón                          | 2        | 2     | 1.00            |
| Campeonato Sudamericano 1955     | Chile                            | Tercer Lugar                     | 3        | 1     | 0.33            |
| Campeonato Sudamericano 1956     | Uruguay                          | Quinto Lugar                     | 2        | 0     | 0.00            |
| Campeonato Sudamericano 1957     | Perú                             | Tercer Lugar                     | 6        | 5     | 0.83            |
| Eliminatorias Mundialistas 1958  | Suecia                           | Eliminado                        | 2        | 1     | 0.50            |
| Campeonato Sudamericano 1959     | Argentina                        | Cuarto Lugar                     | 5        | 1     | 0.20            |
| Total en Torneos internacionales | Total en Torneos internacionales | Total en Torneos internacionales | 25       | 13    | 0,52            |

| Goles internacionales | Goles internacionales | Goles internacionales | Goles internacionales | Goles internacionales | Goles internacionales | Goles internacionales | Goles internacionales | Goles internacionales | Goles internacionales | Goles internacionales | Goles internacionales | Goles internacionales | Goles internacionales | Goles internacionales | Goles internacionales | Goles internacionales | Goles internacionales | Goles internacionales | Goles internacionales | Goles internacionales | Goles internacionales | Goles internacionales | Goles internacionales | Goles internacionales | Goles internacionales | Goles internacionales | Goles internacionales | Goles internacionales | Goles internacionales | Goles internacionales | Goles internacionales | Goles internacionales | Goles internacionales | Goles internacionales | Goles internacionales | Goles internacionales | Goles internacionales | Goles internacionales | Goles internacionales | Goles internacionales | Goles internacionales | Goles internacionales |
| --------------------- | --------------------- | --------------------- | --------------------- | --------------------- | --------------------- | --------------------- | --------------------- | --------------------- | --------------------- | --------------------- | --------------------- | --------------------- | --------------------- | --------------------- | --------------------- | --------------------- | --------------------- | --------------------- | --------------------- | --------------------- | --------------------- | --------------------- | --------------------- | --------------------- | --------------------- | --------------------- | --------------------- | --------------------- | --------------------- | --------------------- | --------------------- | --------------------- | --------------------- | --------------------- | --------------------- | --------------------- | --------------------- | --------------------- | --------------------- | --------------------- | --------------------- | --------------------- |

| Fecha      | Evento                          | Local     | Resultado | Visitante | Goles |
| ---------- | ------------------------------- | --------- | --------- | --------- | ----- |
| 08-03-1953 | Campeonato Sudamericano 1953    | Perú      | 2-2       | Paraguay  |       |
| 28-07-1953 | Copa del Pacífico 1953          | Perú      | 5-0       | Chile     |       |
| 19-09-1954 | Copa del Pacífico 1954          | Chile     | 2-4       | Perú      |       |
| 23-03-1955 | Campeonato Sudamericano 1955    | Paraguay  | 2-2       | Perú      |       |
| 10-03-1957 | Campeonato Sudamericano 1957    | Perú      | 2-1       | Ecuador   |       |
| 23-03-1957 | Campeonato Sudamericano 1957    | Perú      | 3-5       | Uruguay   |       |
| 27-03-1957 | Campeonato Sudamericano 1957    | Perú      | 4-1       | Colombia  |       |
| 06-04-1957 | Campeonato Sudamericano 1957    | Perú      | 2-1       | Argentina |       |
| 13-04-1957 | Eliminatorias Mundialistas 1958 | Perú      | 1-1       | Brasil    |       |
| 17-03-1959 | Campeonato Sudamericano 1959    | Argentina | 3-1       | Perú      |       |

## Clubes

### Como futbolista
| Equipo           | Temporadas  | Partidos | Goles | Promedio |
| ---------------- | ----------- | -------- | ----- | -------- |
| Universitario    | 1947 - 1958 | 210      | 115   | 0.56     |
| Sporting Cristal | 1959 - 1960 | 29       | 9     | 0.31     |
| TOTAL            | 1947 - 1959 | 239      | 124   | 0.52     |

## Como entrenador
Luego de su retiro Terry estuvo ligado en los infantiles y juveniles del Sporting Cristal entre 1961 y 1962. En 1963 fue parte del CT. del brasileño Didí.
Su debut como entrenador del equipo profesional fue el mes de julio de 1964 en Sporting Cristal en reemplazo del DT. brasileño Didí que volvió a las canchas, lo hizo hasta la 2da fecha del torneo Descentralizado 1966 el mes de agosto siendo reemplazado por Barbalho.
Volvió en marzo de 1967 como D.T. interino junto a Rafael Asca; lo hizo hasta el regreso de Didí el mes de junio para afrontar el torneo Descentralizado. Fue parte del CT. de Didí hasta inicios de 1969.
Con Atlético Chalaco entrenó en la 2.ª Profesional desde 1971 obteniendo el título en 1972.
| Club                       | País | Año         |
| -------------------------- | ---- | ----------- |
| Sporting Cristal           | Perú | 1964 - 1966 |
| Sporting Cristal           | Perú | 1967 - Int. |
| Atlético Chalaco           | Perú | 1971 - 1972 |
| Selección Olímpica de Perú | Perú | 1973        |
| C.N.I.                     | Perú | 1976        |

## Palmarés

### Como futbolista

#### Campeonatos nacionales
| Título                    | Club                      | País | Año  |
| ------------------------- | ------------------------- | ---- | ---- |
| Primera División del Perú | Universitario de Deportes | Perú | 1949 |

#### Copas internacionales
| Título            | Equipo | Local | Año  |
| ----------------- | ------ | ----- | ---- |
| Copa del Pacífico | Perú   | Perú  | 1953 |
| Copa del Pacífico | Perú   | Chile | 1954 |

#### Distinciones individuales
| Distinción                                    | Año  |
| --------------------------------------------- | ---- |
| Goleador de la Primera División del Perú      | 1950 |
| Mejor jugador de la Primera División del Perú | 1950 |
| Mejor jugador de la Primera División del Perú | 1954 |
| Mejor mediocampista de la Copa América        | 1957 |

### Como entrenador

#### Campeonatos nacionales
| Título                    | Club             | País | Año  |
| ------------------------- | ---------------- | ---- | ---- |
| Segunda División del Perú | Atlético Chalaco | Perú | 1972 |

## Anécdota
Luego que Terry dejó el fútbol, entró a trabajar como comentarista deportivo y se reencontró con el arquero Gilmar, campeón mundial con Brasil, al que había enfrentado en la Clasificación para la Copa Mundial de Fútbol de 1958. Luego de los calurosos abrazos y saludos, Gilmar le preguntó:
- Gilmar: Terry, ¿voce se acuerda ese partido que jugamos en 1957 en Lima?
- Terry: Claro... ese día empatamos 1-1 y recuerdo que yo te hice el gol...
- Gilmar: Sí, ¿y voce no sabes por qué me hiciste ese gol? Bueno, todo porque yo comprendía el castellano. Fue una jugada muy rápida. Tú venías con la pelota por el lado izquierdo, y ese palo yo lo tenía bien cubierto. De pronto escuché que le gritaste a un compañero ¿Cómo se llamaba? Sí, Rivera... "toma Rivera" y amagaste como que le ibas a dar el pase. Yo moví el pie izquierdo para estar alerta y tú me clavaste la pelota, juntito al palo...

En ese momento, "Toto" soltó una carcajada y volvió a abrazar al correcto arquero brasileño, diciéndole:
- Terry: Seguro que si no sabías castellano, no movías la pierna... pero te clavé la pelota justo por la "ratonera".

No cabía dudas, Terry las sabía todas (Tomado de Golazo).

## Comentarios
"Surgido a la fama cuando era un adolescente, alternó con dos formidables colosos, Lolo Fernández y Campolo Alcalde. Del primero adquirió la entereza, la bravura. De Campolo aprendió la elegancia y la técnica. Terry fué el heredero legítimo de ambas glorias. Después de diez años de ejercer, encontró en éste Sudamericano la ocasión perfecta para consagrarse en forma absoluta, redonda, total, definitiva. A juicio de este cronista Alberto Terry - habiendo destruido ya todos los mitos en su contra - puede ya recibir el título que sus fanáticos siempre quisieron aplicarle, es decir el título de "El más grande jugador de fútbol que ha producido el Perú". Dígaselo así a cualquiera y verá que ya nadie encuentra argumentos para contradecirle. Porque ahora a Terry ya no lo niegan ni los aliancistas. "
Revista Match 1957, N° 10, Autor Alvaro Penal. 

"Tenía un pique sensacional, fantástico. Para mí –que nunca he estado exento de fútbol– no ha habido un forward peruano más rápido que Terry. Técnico, de fútbol palomilloso, que gustaba jugar con las medias caídas, “como los machos”, les decía a los arqueros rivales, entre broma y broma: “A este lado te voy hacer el gol”, señalando, pícaramente, el lugar. Y por ahí lo hacía."
Revista Caretas 2006, edición 1912, "El Forward Inmortal"

"Lo califico así por la inteligencia que siempre demostró en los momentos más difíciles cuando le llegaba el balón a sus pies. No sé cómo hacía para salir con tranquilidad por el gran dominio del balón que lució."
Juan Seminario, calificó a Terry el intelectual del fútbol

"El "Toto" nunca quiso emigrar como lo hicieron Valerino López, Miguel Loayza, Victor Benítes, Vides Mosquera, Guillermo Delgado, Oscar Montalvo, Juan Joya, yo mismo. No le interesaba. Fue un peruano que le gustó vivir entre peruanos. No me cabe la menor duda del dinero que pudo haber acumulado Terry por la forma como jugó en los estadios, las veces que fue solicitado para reforzar los equipos en las temporadas internacionales de verano y los contratos que rechazó por no salir del Perú. Fue el niño bonito que jugaba tan bien que todos se enamoraban de él."
Juan Seminario

"¿Cómo no recordar el golazo que le hizo a Gilmar en el empate eliminatorio(1-1) con los brasileños en Lima?. "Huaki"(Gómez Sánchez) le dio un pase. Advirtió que en el centro no había nadie. Avanzó unos metros y Gilmar creyendo que iba a centrar, dio un paso adelante y allí perdió. El "Toto" le metió la pelota en un ángulo imposible. El Nacional se vino abajo. Sin embargo, Indio empató y ese resultado nos supo a derrota porque el siguiente partido se jugaría en Río y allí Didí de "folha seca" derrotó a Asca y quedamos fuera del Mundial."
Máximo Mosquera

"En el estelar se enfrentaron Boys y la "U". En mi equipo debutaba el talareño Diego Agurto de zaguero y ya alineados los equipos por demorarme en decirle a Diego que tuviera cuidado con ese "gringuito" que se las sabía todas, no escuché la orden del silbato de don Pedro Falcón. Jorge Alcalde le cedió el balón a "Toto", quien viéndome casi en el tiro del penal, me sombreó el balón. Cuando quise retroceder era muy tarde."
Rafael Asca